# USS Braine (DD-630)
USS Braine (DD-630) là một tàu khu trục lớp Fletcher được Hải quân Hoa Kỳ chế tạo trong Chiến tranh Thế giới thứ hai. Nó là chiếc tàu chiến duy nhất của Hải quân Mỹ được đặt theo tên Chuẩn đô đốc Daniel L. Braine (1829-1898), người phục vụ trong cuộc Nội chiến Hoa Kỳ và tham gia thám hiểm Bắc Cực. Nó hoạt động cho đến hết Thế Chiến II, được cho xuất biên chế năm 1946, nhưng được tái biên chế trở lại năm 1951 và tiếp tục phục vụ cho đến năm 1971. Con tàu được chuyển cho Argentina và hoạt động như là chiếc ARA Almirante Domecq Garcia (D23) cho đến khi bị đánh chìm như một mục tiêu năm 1986. Braine được tặng thưởng chín Ngôi sao Chiến trận do thành tích phục vụ trong Thế Chiến II.

## Thiết kế và chế tạo
Braine được đặt lườn tại xưởng tàu của hãng Bath Iron Works ở Bath Maine vào ngày 12 tháng 10 năm 1942. Nó được hạ thủy vào ngày 7 tháng 3 năm 1943; được đỡ đầu bởi bà Daniel L. Braine, cháu dâu Chuẩn đô đốc Braine; và nhập biên chế vào ngày 11 tháng 5 năm 1943 dưới quyền chỉ huy của Hạm trưởng, Trung tá Hải quân J. F. Newman, Jr.

## Lịch sử hoạt động

### Thế Chiến II

#### 1943
Braine khởi hành từ vùng bờ Đông Hoa Kỳ vào mùa Hè 1943, hộ tống một đoàn tàu chở quân đi ngang qua San Francisco, California để đến Trân Châu Cảng. Sau đó nó đi thẳng đến đảo Wake, tham gia đợt ném bom và bắn phá xuống đảo này trong các ngày 5 và 6 tháng 10. Từ ngày 1 đến ngày 3 tháng 11, nó tham gia đợt đổ bộ ban đầu lên vịnh Nữ hoàng Augusta tại Bougainville. Trong hai tháng tiếp theo, nó hộ tống các đoàn tàu vận tải tiếp liệu đi đến các bãi đổ bộ ở Bougainville.

#### 1944
Vào ngày 15 tháng 2 năm 1944, Braine tham gia cuộc đổ bộ lên đảo Green, New Guinea. Nó tiến vào cảng Rabaul dưới tầm hỏa lực của đối phương vào đêm 24-25 tháng 2 để bắn phá các cứ điểm của Nhật Bản; và vào ngày 20 tháng 3 đã hỗ trợ cho cuộc đổ bộ lên Emirau thuộc quần đảo Bismarck. Nó trải qua các tháng tiếp theo làm nhiệm vụ hộ tống và huấn luyện chuẩn bị cho Chiến dịch quần đảo Mariana và Palau.
Vào ngày 14 tháng 6, Braine tham gia cuộc bắn phá đảo Tinian, chịu đựng hư hại nhẹ do đạn pháo cỡ nhỏ đối phương nhưng vẫn tiếp tục hoạt động tại khu vực quần đảo Mariana cho đến ngày 23 tháng 6. Sau khi trải qua một đợt đại tu kéo dài gần một tháng tại Hoa Kỳ, nó lên đường hướng đến Philippines ngang qua Trân Châu Cảng. Chiếc tàu khu trục đã bắn pháo hỗ trợ cho cuộc đổ bộ lên Leyte vào ngày 20 tháng 10, và chống trả những đợt không kích của đối phương vào ngày 18 tháng 11.

#### 1945
Từ ngày 4 đến ngày 15 tháng 1 năm 1945, Braine tham gia cuộc đổ bộ lên vịnh Lingayen. Sau đó nó tiếp tục đi đến vịnh Manila để hỗ trợ cho cuộc đổ bộ lên bán đảo Bataan và Corregidor từ ngày 14 đến ngày 28 tháng 2. Nó đã phục vụ như tàu cột mốc radar và tàu hỗ trợ cho lực lượng đổ bộ tại Zamboanga, và sau đó tại cảng Pollack, Mindanao từ ngày 17 tháng 3 đến ngày 23 tháng 4.
Braine tham gia Trận Okinawa trong vai trò tàu cột mốc radar canh phòng từ ngày 16 đến ngày 25 tháng 5. Vào ngày 27 tháng 5, nó bị hai máy bay tấn công cảm tử Kamikaze liên tiếp nhau đánh trúng. Chiếc thứ nhất đâm trúng phần phía trước, gây hư hại cầu tàu; chiếc thứ hai đâm trúng giữa tàu làm thổi bay ống khói số hai và phá hủy cấu trúc thượng tầng giữa tàu. Chiếc tàu khu trục phải rút lui về Kerama Retto thuộc quần đảo Ryukyu để sửa chữa khẩn cấp; rồi nó lên đường vào ngày 19 tháng 6 và về tới Hoa Kỳ vào ngày 19 tháng 7.
Đến ngày 21 tháng 7, Braine di chuyển đến Boston để sửa chữa, rồi tiếp tục đi đến Xưởng hải quân Charleston để chuẩn bị ngừng hoạt động. Nó được cho xuất biên chế vào ngày 26 tháng 7 năm 1946 và được đưa về lực lượng dự bị tại Charleston.

### 1951 - 1971
Do nhu cầu về tàu chiến tăng lên sau khi Chiến tranh Triều Tiên nổ ra, Braine được cho nhập biên chế trở lại vào ngày 6 tháng 4 năm 1951. Nó thực hành huấn luyện tại Đại Tây Dương và vùng biển Caribe, và đến mùa Xuân năm 1952 đã lên đường đi sang Địa Trung Hải để hoạt động cùng Đệ Lục hạm đội. Vào tháng 10, nó quay trở về Hoa Kỳ để hoạt động dọc bờ biển, rồi gia nhập trở lại Đệ Lục hạm đội vào tháng 5 năm 1953, ở lại vùng biển Châu Âu cho đến tháng 10. Từ tháng 10 năm 1953 đến ngày 2 tháng 11 năm 1954, nó được đại tu trong xưởng tàu, thực hiện một đợt huấn luyện ôn tập tại vùng biển Caribe, rồi hoạt động tại chỗ từ cảng nhà Newport, Rhode Island. Vào ngày 30 tháng 11 năm 1954, con tàu lên đường đi sang khu vực Thái Bình Dương, tham gia lực lượng tuần dương-khu trục của Hạm đội Thái Bình Dương vào giữa tháng 12 năm 1954.
Vào đầu tháng 1 năm 1955, đi đến Yokosuka, Nhật Bản để tham gia Lực lượng Đặc nhiệm 77. Nó tham gia cuộc triệt thoái lực lượng Trung Hoa dân quốc khỏi quần đảo Đại Trần thuộc Thai Châu, Chiết Giang, Trung Quốc vào tháng 2, rồi sau đó tham gia tuần tra tại eo biển Đài Loan. Con tàu quay trở về vùng bờ Tây vào ngày 19 tháng 6 năm 1955. Đến ngày 13 tháng 2 năm 1956, nó lại lên đường cho một lượt phục vụ khác tại khu vực Tây Thái Bình Dương, quay trở về California vào ngày 22 tháng 7 năm 1956, và tiếp tục hoạt động tại khu vực San Diego và San Francisco.
Braine được cho rút khỏi danh sách Đăng bạ Hải quân vào ngày 17 tháng 8 năm 1971, và được chuyển cho chính phủ Argentina.

### ARAAlmirante Domecq Garcia(D23)
Con tàu phục vụ cùng Hải quân Argentine như là chiếc ARA Almirante Domecq Garcia (D23), tên được đặt theo Đô đốc Manuel Domecq Garcia. Nó bị đánh chìm như một mục tiêu vào ngày 7 tháng 10 năm 1983 ở tọa độ 39°57′N 057°57′T / 39,95°N 57,95°T.

## Phần thưởng
Braine được tặng thưởng chín Ngôi sao Chiến trận do thành tích phục vụ trong Thế Chiến II.